# Рокалос
Рокалос је насеље у Италији у округу Калтанисета, региону Сицилија.
Према процени из 2011. у насељу је живело 18 становника. Насеље се налази на надморској висини од 752 м.